# Альфред Котей
Альфред Котей (англ. Alfred Kotey, 26 вересня 1994) — ганський професійний боксер, чемпіон світу за версією WBO в легшій вазі (1994—1995).

## Аматорська кар'єра
На Олімпійські ігри 1988, де виступав у категорії до 51 кг, переміг Хусейна Аль-Мутайрі (Кувейт) і Бенджаміна Мвангата (Танзанія), а у чвертьфіналі не вийшов проти  Маріо Гонсалеса (Мексика).

## Професіональна кар'єра
Дебютувавши 1988 року на професійному рингу, провів 16 переможних боїв, перш ніж 17 листопада 1992 року зазнав першої поразки від Хуліо Сезар Борбоа (Мексика).
30 липня 1994 року зустрівся в бою з непереможним чемпіоном світу за версією WBO в легшій вазі Рафаелем дель Валле (Пуерто-Рико) і здобув перемогу одностайним рішенням суддів.
Провівши два переможних захиста, 21 жовтня 1995 року програв Даніелю Хіменесу (Пуерто-Рико) і втратив звання чемпіона.
В наступні роки провів ще два десятки боїв, в яких переважно програвав, у тому числі Аселіно Фрейтасу (Бразилія), Орландо Салідо (Мексика), Віктору Ортіс (США).